# Collegiata dei Santi Lorenzo e Leonardo
La collegiata dei Santi Lorenzo e Leonardo è un luogo di culto cattolico che si trova a Castelfiorentino, in provincia di Firenze, nel territorio dell'Arcidiocesi di Firenze. Si affaccia sulla piazza centrale dell'abitato medievale dove si trova anche il Palazzo del Comune.

## Storia
L'edificio della collegiata, originariamente dedicata al solo San Leonardo, è probabilmente uno dei più antichi edifici realizzati in cotto della Valdelsa ma di esso non si hanno notizie antecedenti al 1219. In quell'anno risulta che fosse usato da consoli di Castelfiorentino e questo dimostra che l'edificio fosse usato anche come aula civica. Nel 1260 il rettore era un certo Giunta di Melliorato. Nel XIV secolo il patronato della chiesa spettava alla famiglia Attavanti i quali, nel 1326, fecero costruire la cappella di San Giovanni Battista. Il comune di Castelfiorentino aveva un certo potere sulla chiesa e nel 1308 fece eseguire una campana da Bencivenni Pisano. Il 10 agosto 1313 (giorno di San Lorenzo) gli abitanti di Castelfiorentino riuscirono a respingere un attacco lanciato dalle truppe dell'imperatore Arrigo VII e in memoria di questo evento venne aggiunto San Lorenzo come contitolare.
Fino al 1502 la chiesa rimase di proprietà del comune ma in quell'anno venne acquistata dai canonici della pieve dei Santi Ippolito e Biagio che comunque già godevano dei benefici degli altari; nello stesso anno vi trasferirono il titolo di collegiata. Nel 1573 la chiesa fu arricchita da un organo e nel 1598, davanti alla facciata, fu costruito il terrazzo a doppia rampa sotto al quale si trovava l'accesso alla Compagnia dei Fanciulli sorta nel 1513 su iniziativa del comune; il terrazzo fu costruito perché la piazza antistante era stata abbassata di livello. Nel 1599 la chiesa aveva sette altari e nel 1676 era ancora dotata dell'abside circolare.
Nel 1697 i canonici ebbero il permesso di ingrandire l'edificio mendiante l'incorporamento del chiasso allora esistente dietro il fabbricato della chiesa; i lavori si conclusero nel 1706 e nel 1711 vennero ulteriormente perfezionati.
A cavallo tra il XIX e il XX secolo la chiesa venne restaurata: nel restauro del 1923 diretto dall'architetto Ezio Cerpi fu effettuato il ripristino delle linee romaniche. Durante la seconda guerra mondiale la chiesa subi dei danni, il più ingente dei quali fu il crollo del tetto che venne ricostruito nel 1954.

## Descrizione

### Esterno

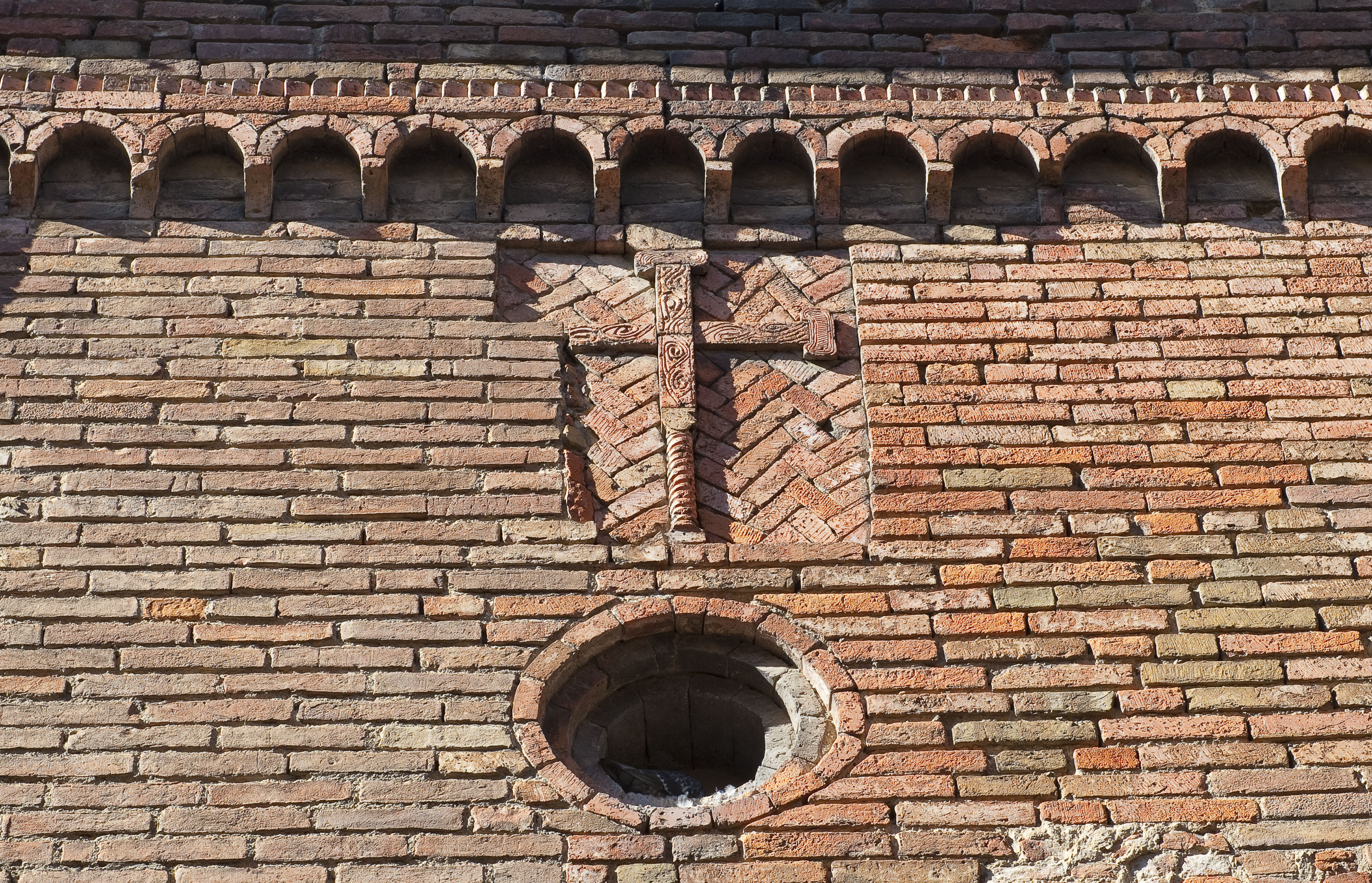
Croce in laterizio posta nella fiancata destra

La facciata mostra uno schema a capanna, incorniciata da forti lesene e con una bifora posta sopra al portale risaltato con uno stile modellato sul prototipo della Pieve di San Giovanni Evangelista a Monterappoli; presenta un paramento murario a mattoni graffiti. Al centro si apre il portale consistente in un arco estradossato di gusto pisano, decorato a zig-zag, poggiante su due capitelli in pietra e prolungantesi in due pilastri a fascio in mattoni; la lunetta affrescata poggia su un robusto architrave a sua volta sostenuto da due mensole convesse in arenaria.
Al di sopra del portale si trova la bifora con arco a pieno centro e incorniciata da due liste orizzontali di pezzi di cotto. Tra il portale e il coronamento della facciata a denti di sega si trova una feritoia a croce.

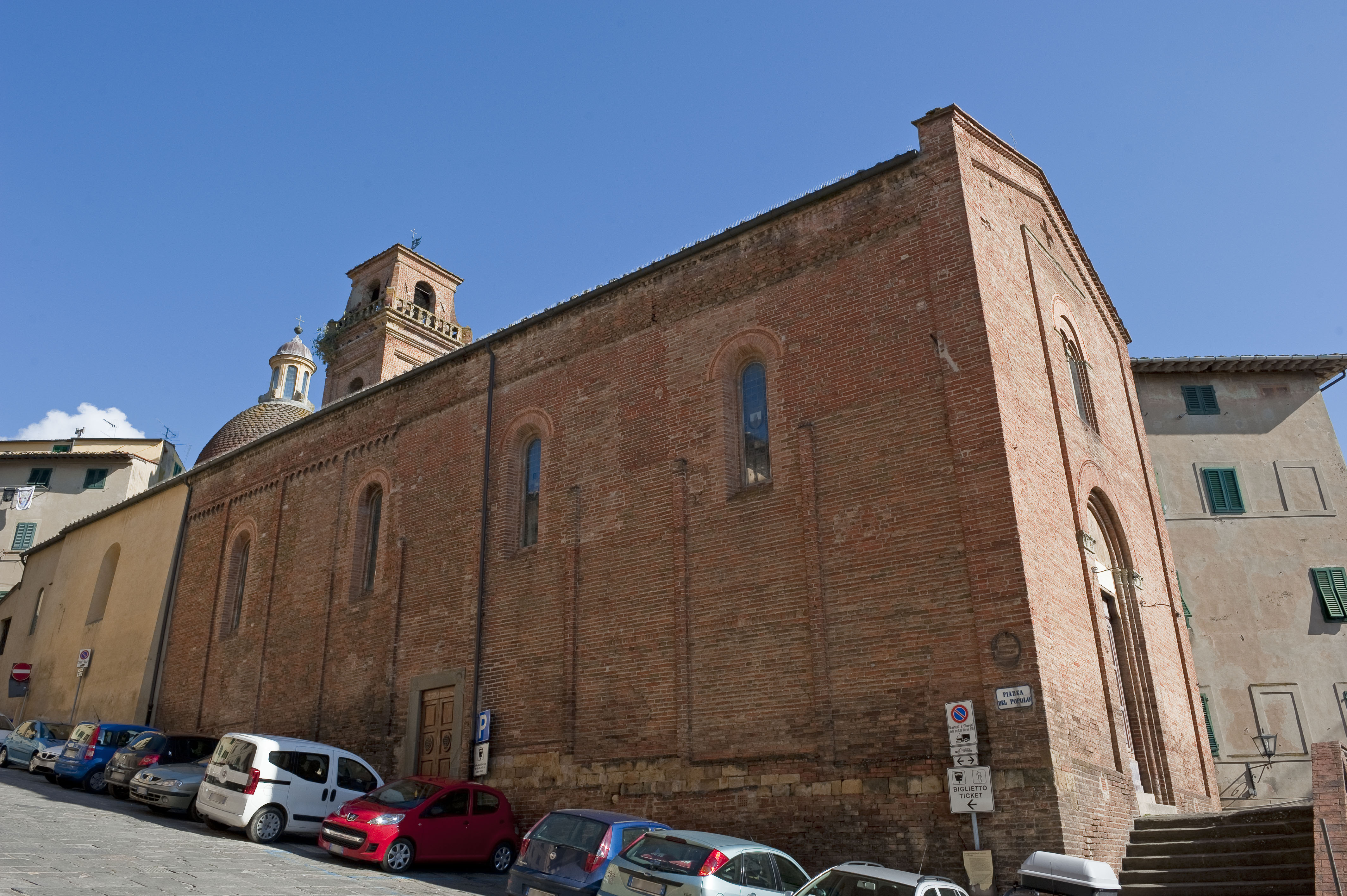
Il fianco sinistro

Le pareti laterali sono la zona dell'edificio in cui sono visibili le tracce della primitiva chiesa romanica. La zona compresa tra il coro intonacato e la cesura a metà della muratura in mattoni per il suo partito decorativo è ricollegabile all'architettura in cotto emiliano del XI-XII secolo. Le fiancate mostrano una partitura verticale scandita da lesene sottili che partono da uno zoccolo gradonato e finiscono al coronamento del prospetto realizzato con una serie di archetti pensili poggianti su mensoline scolpite e su un fregio in laterizio con mattoni disposti a dente di sega. Le grandi monofore qui presenti sono frutto di un intervento in epoca successiva. Nella fiancata settentrionale è visibile il taglio di un arco in corrispondenza della porta in pietra serena. Il fianco meridionale è più ricco di elementi decorativi e da qui si poteva accedere all'interno della chiesa da un portale centinato, oggi tamponato, realizzato in cotto e arricchito da una ghiera a losanghe e lo stesso motivo si ritrova nella monofora alla sua sinistra. Tra queste due aperture si trova un croce decorata a spirali incise; sotto alla croce si trova un'apertura a occhio strombato a triplice incasso molto simile a quelli presenti nelle pievi di Monterappoli e di Sant'Appiano e nella chiesa di San Jacopo a San Gimignano.
Sul fianco destro si trova il campanile a torre a due ripiani e nella cui cella campanaria sono conservate tre campane. La cupola posta nella zona della tribuna è stata progettata dall'architetto Bernardo Ciurini nel XVIII secolo.

### Interno

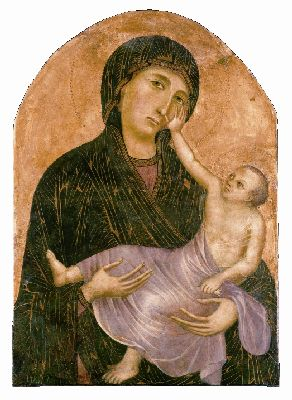
Madonna di Castelfiorentino, Cimabue, Museo di Santa Verdiana

L'interno, completamente rimaneggiato nel Settecento e nell'Ottocento, custodisce una serie di otto ovali con Storie di Santa Verdiana di Giovan Camillo Sagrestani, autore anche di due tele rappresentanti Miracoli di Santa Verdiana, attualmente nella sede della Misericordia, poste sugli altari laterali nel 1711.
All'altare maggiore si trova il Crocifisso, opera del XIV secolo di Giovanni Pisano.
Nell'abside si trovano le tele di Annibale Gatti, che nell'Ottocento avevano sostituito i teleri seicenteschi in Santa Verdiana, rappresentanti le Esequie di Santa Verdiana  (1870), Gloria di Santa Verdiana (1862) e  Clemente VII in preghiera davanti all'altare dove e conservato il corpo di Santa Verdiana (1881) dove si ricorda la visita effettuata dal pontefice Clemente VII alla chiesa di Santa Verdiana il 20 settembre 1533.
Da questa chiesa proviene l'opera simbolo del Museo di Santa Verdiana: la tavola con la Madonna col Bambino, databile al 1283-1284 circa, attribuita a Cimabue con la probabile collaborazione di un giovane Giotto.